# Gabreta
Gabreta je keltské označení pro Šumavu respektive pro Šumavský les. Poprvé ji zmiňují řečtí geografové Strabón a Klaudios Ptolemaios. Strabón Gabretu popisuje jako velký les. Oba řečtí geografové a letopisci území zasazují do země Markomanů a Kvádů na jih od Sudéty. Označení Gabreta snad pochází z jednoho z keltských jazyků a znamená Pohoří kozorožců, podobně jako slovo Sudéta označuje Pohoří kanců. 